# Imitació de Crist
Imitació de Crist (títol original en llatí: De Imitatione Christi) és un llibre de devoció i ascètica catòlic escrit en forma de consells breus l'objectiu del qual és, segons el mateix text, d'"instruir l'ànima en la perfecció cristiana, proposant-li com a model el mateix Jesucrist", segons l'escola de la Devotio Moderna. Es va publicar per primera vegada de manera anònima el 1418 segons alguns autors, i el 1427 segons uns altres. Al llarg de la història, la seva autoria s'ha atribuït a diversos escriptors religiosos, com Innocenci III, Bonaventura de Bagnoregio, Enric de Kalkar, Joan de Kempis, Walter Hilton, Jean Gerson i Geert Groote, per bé que la majoria d'estudiosos actuals coincideixen a considerar Tomàs de Kempis com l'autor més probable. Es considera un dels llibres cristians més influents després de la Bíblia i amb major nombre de lectors.

## Edicions en català
Se'n coneix una primera edició catalana ja del 1482, feta per Miquel Peres, que la dedicà a Isabel de Villena. La versió, en prosa rimada i que fou reproduïda el 1921 per Ramon Miquel i Planas, va tenir una gran difusió —hi ha almenys reedicions del 1491, 1493 i del 1518—; posteriorment aparegueren traduccions degudes a Pere Gil (1621), Pere Bonaura (1698, que va tenir nombrosíssimes edicions fins ben entrat el segle xix), Jeroni Pi (1845) i Terenci Thos i Codina (1894). Hi ha també les de Gaietà Soler (1904 i altres edicions), Isidre Solsona (1914), Josep Forn (1927) i Emili Vallès (1954).